# Al Qurayyat, Iordania
Al Qurayyat (arabă القريات) este un oraș în Guvernoratul Madaba din vestul Iordaniei.